# Poecilanthe ovalifolia
Poecilanthe ovalifolia är en ärtväxtart som beskrevs av Anthonia Kleinhoonte. Poecilanthe ovalifolia ingår i släktet Poecilanthe och familjen ärtväxter. IUCN kategoriserar arten globalt som sårbar. Inga underarter finns listade i Catalogue of Life.